# Wario Land: Shake It!
Wario Land: Shake It!, conhecido nas regiões PAL como Wario Land: The Shake Dimension e no Japão como Wario Land Shake (ワリオランドシェイク, Wario Rando Sheiku) é um jogo eletrônico exclusivo para Wii. O jogo é o sexto da série Wario Land.
Wario Land: Shake It! segue o estilo gráfico dos jogos do Game Boy, Game Boy Color, Virtual Boy, e Game Boy Advance. O jogador segura o Wii Remote na lateral e faz movimentos para atacar inimigos e fazer movimentos especiais, incluindo pegar itens e mexer para transforma-los em moedas. O jogo foi desenvolvido pela empresa japonesa Good-Feel, Co Ltd.
O marketing de Wario Land: Shake It!, que consistiu principalmente de um anúncio no YouTube, teve grande reconhecimento.

## Jogabilidade
A jogabilidade é muito similar a de Wario Land 4. O jogo é dividido em cinco continentes, cada um com seis fases (4 normais e 2 escondidas) e um desafio. É o dever de Wario completar os estágios e destruir os inimigos no final de cada continente. A maioria dos estágios possuem passagens secretas que possuem tesouros escondidos e sub-missões, como conseguir o maior número possível de moedas. A tarefa principal de Wario é a de libertar Merfle, um pequeno personagem o qual é sequestrado em cada estágio.

## Desenvolvimento
Wario Land: Shake It! foi desenvolvido pela desenvolvedora de jogos eletrônicos japonesa Good-Fell. Madoka Yamauchi foi o diretor do jogo, enqunato Takahiro Harada e Etsunobu Ebisu foram os produtores pela Nintendo e pela Good-Fell, respectivamente.

## Personagens
- Wario - O personagem principal, enviado para libertar Yuretopia, em troca de fama e fortuna, se caso derrotar o Rei Shake.
- Rei Shake  - O maior inimigo no jogo.
- Capitã Syrup - Personagem vilão e de suporte, o qual desbloqueia mapas secretos, entre outros itens para ajudar Wario.
- Merfle - Um servo da rainha que ajuda Wario em seu progresso pelas fases.
- Rainha Merelda - A rainha de Yuretopia, que envia Wario para salvar seu reino.

## Recepção
Wario Land: Shake It! recebeu 8.4 de 10 da IGN e nota 31 de 40 na Famitsu. A revista Nintendo Power deu a nota 8.0. A X-Play deu nota 4 de 5, exaltando a jogabilidade, mas chamando a constante movimentação do Wii Remote de tedioso e repetitivo. A GameSpot deu 7.5 de 10.